# Alfred Rottler (Mediziner)

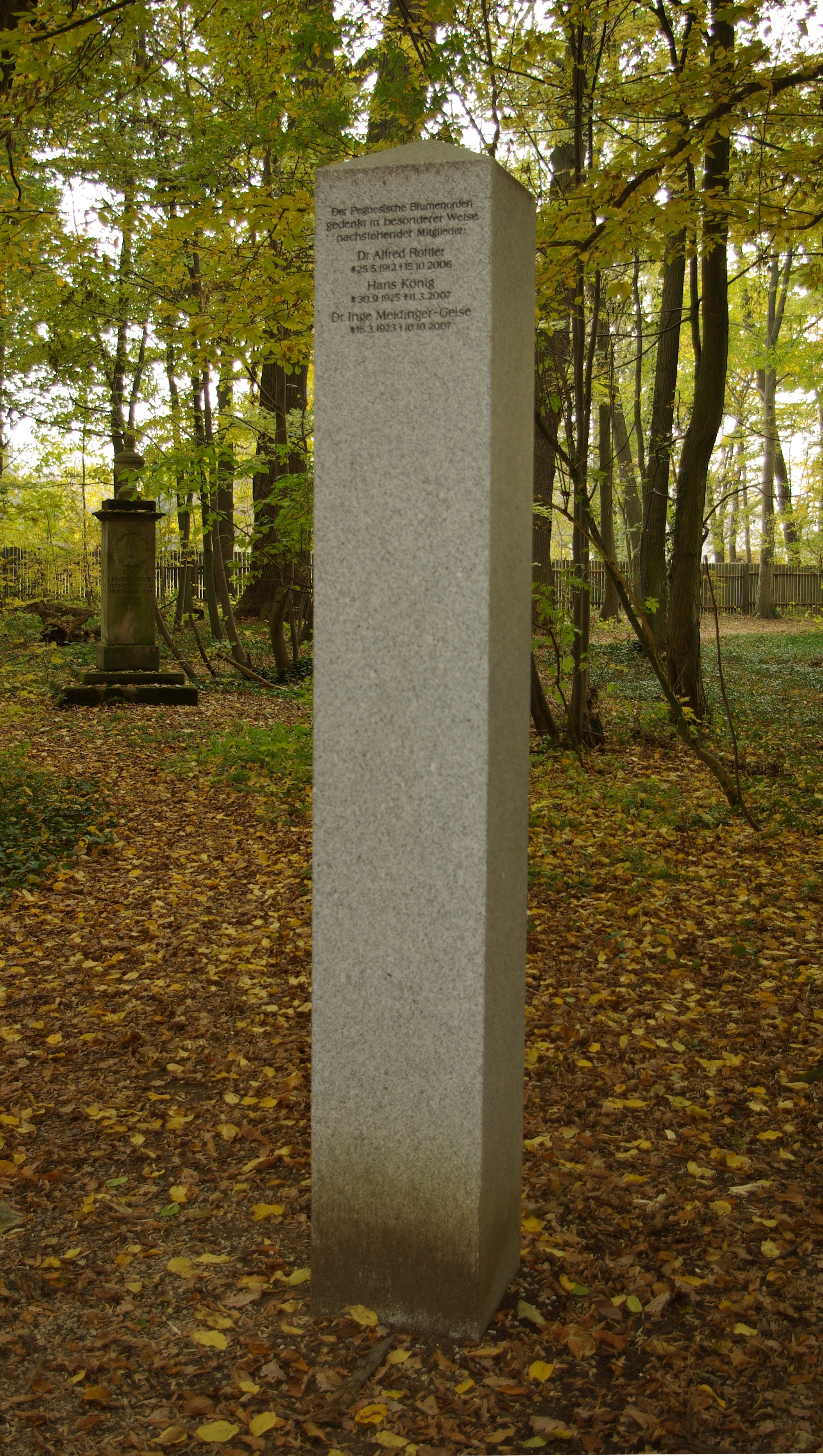
Gedenkstein für Alfred Rottler

Alfred Rottler (* 25. Mai 1912 in Nürnberg; † 15. Oktober 2006 ebenda) war ein deutscher Mediziner, Lyriker und Schriftsteller.

## Leben
Er war eines von fünf Kindern eines Bildhauers und Holzschnitzers. Seine Mutter baute eine Wäscherei auf. 1918 wurde er in die Volksschule in der Uhlandstraße eingeschult. 1922 wechselte er auf die Kreislandwirtsschule Nürnberg. Ab 1928 ging er auf das Hans-Sachs-Gymnasium Nürnberg und begann Fußball in der A-Jugend des 1. FC Nürnberg zu spielen. 1931 machte er Abitur und begann in Erlangen Chemie zu studieren. Nach einem Semester wechselte er zur Humanmedizin. 1931 wechselte er zur Handballmannschaft der Hockeygesellschaft Nürnberg. Gleichzeitig veröffentlichte er Gedichte in der Studentenzeitung. 1938 schloss er sein Studium ab, erhielt die Approbation und wurde Medizinalpraktikant im Nürnberger Polizeikrankenhaus. 1939 promovierte er zum Dr. med., ließ sich als praktischer Arzt nieder und heiratete. Er war für die deutsche Hockeynationalmannschaft bei den Olympischen Sommerspielen 1940 nominiert. Im Herbst 1939 wurde er zur Wehrmacht berufen. Als Stabs- und Oberstabsarzt war er in Frankreich, Russland, Italien, Polen und Dänemark. Am Kriegsende kam er in Norddeutschland in britische Kriegsgefangenschaft. Mitte 1945 war er mit Bodo Schütt Arzt im Fachlazarett für Lungenkrankheiten in Wyk auf Föhr. Da er keine Parteimitgliedschaften hatte und Ärzte in Nürnberg benötigt wurden, wurde er bereits im Januar 1946  freigelassen. Er arbeitete 1946 in einer Praxis in der Äußeren Bayreuther Straße. Nachdem der Praxisbesitzer 1947 seine Zulassung wieder erlangt hatte, zog er in eine Praxis in der Adamstraße. Nach mehrjähriger Zerrüttung reichte er die Scheidung ein.
Ab dem 22. Oktober 1953 durfte er sich Sportarzt nennen. Er begleitete die deutschen Sportler zu den Olympischen Winterspielen 1956, Olympischen Sommerspielen 1960, Olympischen Winterspielen 1964, Olympischen Sommerspielen 1964, Olympischen Sommerspielen 1968 und Olympischen Sommerspielen 1972. Ende 1959 eröffnete er eine eigene Praxis.
1966 heiratete er seine zweite Frau. Als am 19. April 1969 die Gründung der bayerischen Landesgruppe der Schriftstellenden Ärzte erfolgte, wurde er deren Sekretär.
Bei der Weltmeisterschaft der Schwerathleten 1972 in Riga weigerte er sich, leistungssteigernde Methoden an den deutschen Athleten anzuwenden, und musste diese Arbeit beenden.
30 Jahre war er Generalsekretär der Weltunion schriftstellender Ärzte.
Am 31. März 1981 gab er seine Praxis an seinen Nachfolger ab und widmete sich danach vermehrt der Schriftstellerei. 1982 erhielt er die Schauwecker-Plakette in Anerkennung besonderer Verdienste um den Bundesverband deutscher Schriftstellerärzte. Er war Mitglied der Regensburger Schriftstellergruppe International. 1995 erhielt er auf dem 39. Weltkongress der UMEM in Welingrad in Bulgarien den Großpreis der Lyrik.